# Вербицький Михайло Костянтинович
Михайло Костянтинович Вербицький (20 травня (2 червня) 1917 — 4 березня 1944) — радянський льотчик розвідувальної авіації ВПС ВМФ під час Другої світової війни, Герой Радянського Союзу (22.01.1944). Капітан (2.03.1943).

## Біографія
Народився 20 травня (2 червня) 1917 року на станції Уварівка нині Можайського району Московської області у сім'ї селянина. Дитинство та юність провів у селі Сіркове нині Данилівського району Ярославської області. Закінчив восьмирічну школу, потім — школу фабрично-заводського навчання «Червоний металіст» у Рузі. Працював слюсарем-інструментальником на заводі «Авіаприлад» у Москві. Одночасно навчався у Тушинській школі інструкторів-парашутистів.
У серпні 1935 року за комсомольською путівкою призваний до ВМФ СРСР. В 1937 закінчив Військово-морське авіаційне училище імені І. В. Сталіна в Єйську. З листопада 1937 року служив молодшим льотчиком і старшим льотчиком у 57-му швидкісному бомбардувальному авіаційному полку ВМФ на Червонопрапорному Балтійському флоті. Учасник радянсько-фінської війни 1939—1940 років. Здійснив 37 бойових вильотів на розвідку та бомбардування.
У листопаді 1940 року переведений старшим льотчиком до 73-го бомбардувального авіаційного полку ВПС Балтійського флоту, незабаром став там командиром ланки.
З початком Другої світової війни на фронті у складі цього полку. У ході бойових дій на Балтиці з червня по жовтень 1941 виконав 46 бойових вильотів, брав участь у Прибалтійській оборонній операції та в обороні Ханко. За даними нагородного листа, в ці місяці ним у Ризькій затоці потоплено транспорт водотоннажністю 12000 тонн з майном і боєприпасами, у серпні 1941 року в районі Ханко потоплено есмінця і пошкоджено фінський броненосець берегової оборони.
У жовтні 1941 — березні 1942 перебував у тилу, будучи командиром ланки у Військово-морському авіаційному училищі імені І. В. Сталіна. З березня 1942 року воював командиром ланки 28-го бомбардувального полку авіаційної групи Ставки Верховного Головнокомандування на Волховському і Карельському фронтах, беручи участь у битві за Ленінград, а в червні 1942 року передано до ВПС Північного флоту. У листопаді 1942 року був переведений командиром ланки до 28-ї окремої далекорозвідувальної авіаційної ескадрильї ВПС СФ, а в березні 1943 року — командиром ланки 118-го розвідувального авіаційного полку ВПС Північного флоту.
27 грудня 1942 року капітан Вербицький разом із штурманом Селезньовим П. І. першим на Північному флоті здійснив успішну розвідку військово-морської бази противника в Альтен-фіорді (Північна Норвегія) на відстані 420 км від свого аеродрому. Там виявив стоянку лінкора «Тірпіц», двох крейсерів, трьох есмінців та інших бойових кораблів. Надалі у складних метеоумовах здійснив ще 10 успішних вильотів в Альтен-фіорд, встановив систематичне спостереження за кораблями в ньому.
У вересні 1943 року за здійснення 261 бойового вильоту було представлено до присвоєння звання Героя Радянського Союзу, але це подання не було реалізовано.
Командир ланки 118-го окремого розвідувального авіаполку ВПС Північного флоту капітан Михайло Вербицький до початку грудня 1943 року здійснив 267 бойових вильотів, виявивши та сфотографувавши в морі понад 300 транспортів та бойових кораблів охорони. Знищив 21 літак, 13 танків, потопив есмінець та транспорт ворога.
Указом Президії Верховної Ради СРСР «Про присвоєння звання Героя Радянського Союзу офіцерському складу Військово-Морського флоту» від 22 січня 1944 року за «зразкове виконання бойових завдань командування на фронті боротьби з німецькими загарбниками і виявлені при цьому відвагу та геройство» звання Героя Радянського Союзу з врученням ордена Леніна та медалі «Золота Зірка» (№ 2890).
У січні 1944 року був підвищений на посади до командира ескадрильї. 4 березня 1944 року літак М. К. Вербицького не повернувся з бойового вильоту в Баренцеве море до берегів Норвегії.
На момент загибелі з його рахунку було 273 бойові вильоти.